# Chad Muma
Chad Muma (* 18. August 1999 in Denver, Colorado) ist ein US-amerikanischer American-Football-Spieler auf der Position des Linebackers. Er spielt aktuell für die Jacksonville Jaguars in der National Football League (NFL).

## Frühe Jahre
Chad Muma wuchs in Lone Tree, Colorado, auf und besuchte die Highschool in Parker, Colorado. Als er 13 Jahre alt war, wurde bei ihm Diabetes mellitus Typ I diagnostiziert. Zwischen 2018 und 2021 besuchte er die University of Wyoming. In seinem letzten Collegejahr erzielte er für das Collegefootballteam 142 Tackles, 1,5 Sacks und drei Interceptions.

## NFL
Muma wurde im NFL Draft 2022 in der dritten Runde an 70. Stelle von den Jacksonville Jaguars ausgewählt. Die Jaguars drafteten zuvor bereits in Runde eins Linebacker Devin Lloyd. Er beendete seine erste NFL-Saison mit 47 Tackles. Am 13. Spieltag, im Spiel gegen die Detroit Lions erzielte er gegen deren Quarterback Jared Goff 1,5 Sacks.

## Persönliches
Chad Mumas Vater Ty Muma und auch sein Großvater Rick Desmarais, spielten ebenfalls Collegefootball auf der University of Wyoming.